# Walerianów (Janów)
Walerianów (dawn. Walerjanów) – część wsi Janów w Polscew województwie mazowieckim, w powiecie mińskim, w gminie Mińsk Mazowiecki, dawniej samodzielna wieś.
Leży w północnej części Janowa. Dawna wieś Walerianów rozpościera się wzdłuż ul. Górnej, od ulicy Szkolnej do ulicy Wschodniej.
Dawniej samodzielna miejscowość. W latach 1867–1854 w gminie Mińsk w powiecie (nowo)mińskim. 20 października 1933 w woj. warszawskim utworzono gromadę Walerjanów w granicach gminy Mińsk, składającą się z wsi Walerjanów, wsi Ignaców, kolonii Pieńki, kolonii Ignaców, kolonii Benke i kolonii Ignaców k. Roth.
Podczas II wojny światowej w Generalnym Gubernatorstwie, w dystrykcie warszawskim. W 1943 gromada Walerianów liczyła 190 mieszkańców.
W związku z reorganizacją administracji wiejskiej jesienią 1954, Cisie weszło w skład nowej gromady Budy Janowskie, a w związku z jej zniesieniem 31 grudnia 1961 – do nowo utworzonej gromady Mińsk Mazowiecki w tymże powiecie.
Od 1 stycznia 1973 ponownie w gminie Mińsk Mazowiecki (powiat miński). W latach 1975–1993 miejscowość należała administracyjnie do województwa warszawskiego.
W 2019 roku zniesiono sołectwo Walerianów (obejmujące także Janów i Ignaców) zastępując je sołectwami Janów i Ignaców.